# Sidney W. Mintz
Sidney Wilfred Mintz (* 16. November 1922 in Dover, New Jersey; † 27. Dezember 2015 in Plainsboro, New Jersey) war ein US-amerikanischer Sozialanthropologe, der durch seine Studien in Lateinamerika und der Karibik bekannt wurde.

## Leben
Sidney Mintz erwarb seinen BA 1943 am Brooklyn College und seinen Ph.D. 1951 an der Columbia University, wo er zu einer Gruppe von Studenten gehörte, die um Julian Steward und Ruth Benedict entstand. Zu dieser Gruppe unter dem Namen Mundial Upheaval Society zählten weitere prominente Anthropologen wie Marvin Harris, Eric Wolf, Morton Fried, Stanley Diamond und Robert F. Murphy.
Mintz war Mitglied der American Ethnological Society und von 1968 bis 1969 Präsident dieser Einrichtung, die mit der American Anthropological Association und dem Royal Anthropological Institute of Great Britain and Ireland verbunden war. Er lehrte 1950 am City College in New York, 1951 an der Columbia University und von 1951 bis 1974 an der Yale University in New Haven, Connecticut. In Yale begann er als Dozent, war aber von 1963 bis 1974 Professor für Anthropologie. Die gleiche Funktion hatte er auch ab 1974 an der Johns Hopkins University in Baltimore, Maryland. Er arbeitete außerdem als Gastprofessor am Massachusetts Institute of Technology während des akademischen Jahres 1964/65 und als Directeur d’Etudes an der École pratique des hautes études in Paris 1970/71. Er war 1972 Dozent für Lewis Henry Morgan an der University of Rochester, 1975/76 Gastprofessor an der Princeton University, 1978/79 Christian Gauss Dozent.
Außerdem arbeitete er als Berater für verschiedene Institutionen: Das Overseas Development Program, 1958/1959 für das Social Science Research Council, 1957 bis 1962 für die Ford Foundation, 1964/1965 für die US-Puerto Rico Commission über den Status von Puerto Rico und 1978/1979 für das National Endowment for the Humanities.

## Ehrungen
- 1966/67 und 1970/71: Fulbright Seniorforschungspreis
- 1972: William-Clyde-DeVane-Medaille
- 1990: Aufnahme als Mitglied in die American Academy of Arts and Sciences
- 1992: Einrichtung einer jährlichen Sidney W. Mintz Vorlesung.
- 2012: Franz Boas Award der American Anthropological Association (AAA)[3].

## Leistung
Sidney Mintz wurde zu einem Wortführer der karibischen Anthropologie, indem er drei verschiedene karibische Gesellschaften in den folgenden Jahren untersuchte:
- Puerto Rico: 1948/49, 1953 und 1956
- Jamaika: 1952 und 1954
- Haiti: 1958/59 und 1961

Ausgehend von einem marxistischen und historisch-materialistischen Ansatz, verknüpft mit der US-amerikanischen Ethnologie, konzentrierte sich Mintz einerseits auf die im 15. Jahrhundert beginnenden gesellschaftspolitischen Prozesse: die Ankunft des europäischen Kapitalismus und seine Expansion in der Karibik. Andererseits untersuchte Mintz die lokalen kulturellen Reaktionen auf diese Prozesse. Seine Ethnographie beschäftigte sich mit der Frage, wie diese Reaktionen sich im Leben der karibischen Menschen manifestiert haben. Globale Kräfte waren immer mit lokalen Reaktionen konfrontiert, die die kulturellen Ergebnisse beeinflussten. Hierzu schrieb Mintz:
„Man muss betonen, dass die Integration verschiedener Formen der Arbeitsgewinnung innerhalb einer Region einen Einfluss darauf hat, wie diese Region als Ganzes in das sogenannte Weltsystem passt. Es war ein Geben und Nehmen zwischen den Ansprüchen und Initiativen, die in den Metropolen des Weltsystem entstanden, und dem Ensemble der typischen Arbeitsformen der Gegend, mit denen sie verstrickt waren … Die Annahme eines Weltsystems zwingt uns immer wieder, unseren Blick von den Einzelheiten der lokalen Geschichte abzuwenden, was ich als lehrreich einschätze. Aber ebenso lehrreich ist die ständige Beschäftigung mit den Ereignissen am Grund, so dass die Architektur des Weltsystems offengelegt werden kann.“
Mintz’ Orientierung fand mehrfach Ausdruck in seinen Werken: von der Lebensgeschichte des puerto-ricanischen Zuckerarbeiters Taso alias Anastacio Zayas Alvarado bis zur Debatte über den Status eines karibischen Sklaven als Proletarier.
In seinem Werk Caribbean Transformations (1974) behauptet Mintz, die Moderne habe einen Ursprung in der Karibik: Die ersten europäischen Fabriken waren in einen Plantagen-Komplex integriert, der der Kultivierung von Zuckerrohr und einigen weiteren landwirtschaftlichen Zwecken diente. Die Ankunft der kapitalistischen Produktionsweise hatte umfassende Auswirkungen auf die karibische Plantagen-Gesellschaft. Die Kommerzialisierung der Zuckerproduktion ist ein historischer Teil der Industriellen Revolution. Schließlich hat der Zucker die Ernährungsgewohnheiten und das Geschmacks- und Verbraucherverhalten in Europa nachhaltig verändert.
Sidney Mintz leistete mit seiner Analyse des Ursprungs und der Entwicklung der Bauern einen weiteren Beitrag zur karibischen Anthropologie: Er vermutete, dass die karibischen Bauern während oder nach der Industrialisierung auftreten, möglicherweise so wie nirgendwo sonst auf der Welt. Indem er sie als „wiederhergestellt“ definierte, weil sie als etwas anderes als Bauern begannen, bot Mintz eine provisorische Gruppentypologie. Solche Gruppen teilten sich in „Hausbesetzer“, die das Land kurz nach der Eroberung durch Kolumbus besiedelten, „frühe Grundbesitzer“, von Europäern verpflichtete Plantagenarbeiter, die ihren Vertrag erfüllten, die „Proto-Bauern“, die ihre Fähigkeiten des Farmwesens und des Marketings verfeinerten, während sie noch versklavt waren, und die „weglaufenden Bauern“ (Cimarrón), die Gemeinschaften außerhalb der kolonialen Autorität bildeten, die auf bedarfsdeckendem Ackerbau in Gebirgs- oder Waldgebieten basierten. Für Mintz war diese Anpassung eine „Art der Antwort“ auf das Plantagensystem und eine „Form des Widerstands“ gegen die überlegene Macht.
Aus Angst vor der Darstellung der Komplexität und Vielfalt in der Karibik sowie der Gemeinsamkeiten, die kulturelle, linguistische und politische Grenzen überbrücken, schrieb Mintz in The Caribbean as a Socio-Cultural Area, dass „die sehr vielfältigen Ursprünge der karibischen Bevölkerung, die komplizierte Geschichte der kulturellen Importe aus Europa und die fehlende Kontinuität der Kultur der Kolonialmacht in solchen Gesellschaften in einem sehr heterogenen kulturellen Bild resultierten“, wenn man die Region historisch als Ganzes betrachtet. „Und dennoch offenbaren die Gesellschaften der Karibik – wobei das Wort Gesellschaft sich hier auf Formen der sozialen Struktur und sozialen Organisation bezieht – Ähnlichkeiten, die sich nicht mit reinem Zufall erklären lassen“, so dass jede „pan-karibische Gleichheit letztlich im Wesentlichen aus Parallelen in der ökonomischen und sozialen Struktur und Organisation besteht, eine Konsequenz aus der langen und ziemlich rigiden kolonialen Herrschaft“, weshalb viele karibische Gesellschaften „auch ähnliche oder historisch verbundene Kulturen teilen“.
In einem dialektischen Ansatz hob Sidney Mintz die widersprüchlichen Kräfte hervor: Demnach waren die karibischen Sklaven durch den Prozess der Sklaverei und durch die Verbindung zur Moderne zwar individualisiert, „aber dadurch nicht entmenschlicht“. Sobald sie frei waren, offenbarten sie „ziemlich ausgeklügelte Vorstellungen von kollektiver Aktivität oder kooperativer Einheit. Der Druck in Guyana, gemeinsam Plantagen zu kaufen, der Gebrauch gemeinschaftlicher Arbeitsgruppen zum Hausbau, Ernten und Pflanzen, der Aufbau von Kreditinstituten und die Verbindung von Verwandtschaft und koordinierter Arbeit verdeutlichen alle, dass der mächtige Individualismus, den die Sklaverei auslöste, die Gruppenaktivität nicht völlig zerstörte.“
Mintz verglich die Sklaverei und Zwangsarbeit in den verschiedenen Inseln, Zeiten und kolonialen Strukturen wie in Jamaika und Puerto Rico (1959b) und untersuchte die Frage, ob verschiedene Kolonialsysteme unterschiedliche Grade von Grausamkeit, Ausbeutung und Rassismus erzeugten. Manche Historiker und politische Führer in der Karibik und Lateinamerika verbanden die iberischen Kolonien auf Grund ihrer katholischen Tradition und ihrem Sinn für Ästhetik mit einer humaneren Sklaverei, während die Kolonien der Nordeuropäer mit ihren individualisierenden protestantischen Religionen eher dazu neigten, die Sklaven auszubeuten und deutliche soziale Kategorien zu bilden. Mintz meinte jedoch, dass die Behandlung der Sklaven von der Integration der Kolonie in das weltweite Wirtschaftssystem, der Kontrolle der Metropole über die Kolonie und der Intensität der Nutzung von Arbeit und Land abhänge.
Zusammen mit dem Anthropologen Richard Price erörterte Sidney Mintz die Frage der Kreolisierung der afroamerikanischen Kultur in der Veröffentlichung The Birth of African-American Culture. An Anthropological Approach (1976): Die Autoren beschreiben die Ansicht des Anthropologen Melville J. Herskovits, nach der die afroamerikanische Kultur aus der afrikanischen hervorgegangen sei. Aber sie widersprechen den Aussagen, dass die afrikanische Kultur den Sklaven entzogen worden sei, so dass nichts Afrikanisches mehr übrig sei. Indem sie Herskovits' ethnologischen Ansatz mit dem Strukturalismus von Claude Lévi-Strauss kombinieren, argumentieren Mintz und Price, dass das Afro-Amerikanische durch tiefliegende „grammatische Prinzipien“ verschiedener afrikanischer Kulturen charakterisiert werden könne und dass diese Prinzipien sich auf motorische Verhaltensweisen, Verwandtschaftspraktiken, Geschlechterbeziehungen und religiöse Kosmologien ausdehnen lassen. Aus der Argumentation hat sich eine Anthropologie der afrikanischen Diaspora entwickeln können.
Weitere Forschungen betrieb Sidney Mintz im Iran (1966/67) und in Hongkong (1996, 1999).

## Veröffentlichungen
Autor
- The Plantation as a Socio-Cultural Type. In: Vera Rubin (Hrsg.): Plantation Systems of the New World. Pan-American Union, Washington 1959, S. 42–53.
- Labor and Sugar in Puerto Rico and in Jamaica 1800–1850. In: Comparative Studies in Society and History. 1 (3), 1959, S. 273–281.
- Worker in the Cane. A Puerto Rican Life History. Yale University Press, New Haven 1960.
- Caribbean Transformations. Aldine, Chicago 1974.
- The Rural Proletariat and the Problem of Rural Proletarian Consciousness. In: Journal of Peasant Studies. 1 (3), S. 291–325, 1974.
- The So-Called World-System. Local Initiative and Local Response. In: Dialectical Anthropology. 2 (2), S. 253–270, 1977.
- Ruth Benedict. In: Sydel Silverman (Hrsg.): Totems and Teachers. Perspectives on the History of Anthropology.Columbia University Press, New York 1981, S. 141–168.
- Economic Role and Cultural Tradition. In: Filomina Chioma Steady (Hrsg.): The Black Woman Cross-Culturally. Schenkman, Cambridge 1981, S. 513–534.
- Sweetness and Power. The Place of Sugar in Modern History. Viking, New York 1985; deutsch unter dem Titel: Die süße Macht. Kulturgeschichte des Zuckers. Aus dem Englischen von Hanne Herkommer, Campus, Frankfurt/New York, 2. Auflage 2007, ISBN 978-3-593-38325-5.
- Panglosses and Pollyannas; or Whose Reality Are We Talking About? In: Frank McGlynn u. Seymour Drescher (Hrsg.): The Meaning of Freedom. Economics, Politics, and Culture after Slavery. University of Pittsburgh Press, Pittsburgh 1992, S. 245–256.
- Tasting Food, Tasting Freedom. Excursions into Eating, Culture, and the Past. Beacon Press, Boston 1996.
- People of Puerto Rico Half a Century Later. One Author’s Recollections. In: Journal of Latin American Anthropology. 6 (2), 2002, S. 74–83.

Herausgeber
- The People of Puerto Rico. A Study in Social Anthropology. Gemeinsam mit Raymond L. Scheele, Julian H. Steward, Robert A. Manners, Eric R. Wolf u. Elena Padilla Seda.: University of Illinois Press, Urbana 1956.
- History, Evolution and the Concept of Culture. Selected Papers by Alexander Lesser. Cambridge University Press, Cambridge 1985.
- Caribbean Contours. Gemeinsam mit Sally Price. The Johns Hopkins University Press, Baltimore 1985.